# Antonio Morales Solís
Antonio Morales Solís (Antequera, 29 de març de 1967) fou un futbolista espanyol de les dècades de 1990 i 2000.

## Trajectòria
Nascut a Andalusia, la seva carrera transcorregué íntegrament a Catalunya. Fou una llegenda a la UDA Gramenet, on jugà durant deu temporades i mitja i disputà quatre promocions a Segona A. Jugà als filials del Barça, a Segona Divisió, i Espanyol, amb el qual assolí un ascens a Segona B. També jugà tres temporades a l'AEC Manlleu, i una al Girona FC, UE Sant Andreu, CE Europa, AEC Manlleu i UE Rubí.